# Dvorac Gornja Bedekovčina
Dvorac Gornja Bedekovčina je barokni dvorac u mjestu Bedekovčina, u Hrvatskom zagorju, zaštićeno kulturno dobro.

## Arhitektura
Jednokrilni jednokatni dvorac, pravokutna tlocrta, zaključen je četverostrešnim krovištem. Razina prizemlja zgrade uzdignuta je u odnosu na okolni teren pa do njena glavnog ulaza u središtu sjevernog pročelja vode stepenice oivičene parapetnom zidanom ogradom. 
Prostornu organizaciju obiju etaža čine simetrično grupirane prostorije uokolo središnje dvorane sa 
stubištem – u prednjem dijelu tri i s obje strane po dvije. Ova dvorana, ujedno i prostorna jezgra dvorca,
najreprezentativniji prostor koji se ističe veličinom, svodnim sustavom i osno smještenim stubištem T tlocrta s baroknim kamenim ogradama. Glavna središnja dvorana naglašena je samo dimenzijama u odnosu na ostale prostorije. Prostorija bočno od stubišta, nekadašnja kapela koja je zapremala visinu obiju etaža, u 19. stoljeću je dobila međukatnu konstrukciju. Dvorac ima podrum s vanjskim ulazom na istočnom pročelju.
Podrumski je prostor svođen bačvastim svodovima sa susvodnicama kao i prizemne prostorije grupirane uokolo predvorja. Samo je prostorija nekadašnje kapele zaključena češkim svodom nakon uvođenja 
međukatne konstrukcije. Predvorje je u obje etaže svođeno s osam pravokutnih polja češkog svoda.
Prostorije kata zaključene su stropovima.
Prizemna zona svih pročelja obrađena je trakama stilizirane rustike čijoj se horizontalnosti suprotstavlja vertikalni smjer reprezentativne katne zone naizmjence ritmizirane pilastrima i prozorima.
Arhitektonska plastika koncentrirana je na pravokutnim prozorima katne etaže u vidu razgibanih nadstrešnica i profiliranih okvira te jastučastih parapetnih polja s pripadajućom sitnom dekorativnom 
plastikom. Samo je središnja glavna dvorana istaknuta prozorskom plastikom odnosno oblikom 
nadstrešnica triju pripadajućih prozora. Dominanta sjevernog ulaznog pročelja je bogato dekorirani barokni portal s grbom obitelji Bedeković i kronogramom (1750.).
Predvorje sa stubištem ima očuvano kameno opločenje, barokne kamene ograde i svodne profilacije u 
formi razvedenih medaljona. Prostorije kata i prizemlja recentno su pregrađivane zbog prilagodbe namjeni odgojnog doma.

## Opis dobra
Na brežuljku usred parka smješten je jednokatni barokni dvorac pravokutnog tlocrta. Sva su pročelja u prizemlju raščlanjena horizontalnim pojasevima, a na katu pilastrima. Na glavnom pročelju centralno je smješten barokni kameni portal s grbom obitelji Bedeković iz g. 1750. Projekt izgradnje pripisuje se mariborskom arhitektu Josefu Hofferu. Na vrhu strmog krovišta smješten je barokno oblikovani tornjić. U unutrašnjosti se ističe barokna kamena ograda stubišta i stucco dekoracija na svodovima I. kata. U sklopu dvorca sačuvana je oranžerija.

## Zaštita
Pod oznakom Z-1728 zavedena je kao nepokretno kulturno dobro - pojedinačno, pravna statusa zaštićena kulturnog dobra, klasificirano kao "profana graditeljska baština".